# الشجعان العشرة
الشجعان العشرة (باليابانية: ブレイブ・テン، بالروماجي: Bureibu Ten) (بالإنجليزية: Brave 10)‏ هي سلسلة مانغا يابانية من تأليف كايري شيموتسوكي، نشرت من قبل ميديا فاكتوري في مجلة فلابير كوميك الشهرية [الإنجليزية] في عام 2007 حتى ديسمبر 2010، وتكونت من 8 مجلدات. ثم عادة السلسلة في 15 يونيو عام 2011 تحت اسم Brave 10 S وتكونت من 9 مجلدات. أنتجت إلى مسلسل أنمي تلفزيوني من قبل طوكيو موفي شينشا، عرض الأنمي في 8 يناير عام 2012 واستمر عرضه حتى 27 مارس عام 2012، وتكون من 12.

## القصة
تدور أحداث القصة عن نينجا شاب يدعى سايزو كيريغورا، يحاول ان يجد معنى أو اتجاه صحيح لحياته، وحينها صادف فتاة تدعى إيسونامي كانت في حالة هروب من نينجا قتلة يريدون سلب حياتها، فانقذها منهم فتطلب منه ان يصبح حارسها الشخصي، ويذهب بها إلى أراضي سانادا حيث من المفترض ان تتم حمايتها هناك فسقابل سايزو شخص يدعى ساسكي ساروتوبي يبين له غايتهم الحقيقية حيث انه يجمع نينجا اقوياء وشجعان لكي يضع حدا لحروب اليابان الاهلية.

## الشخصيات
سايزو كيريغورا [الإنجليزية] (باليابانية: 霧隠 才蔵، بالروماجي: Kirigakure Saizō)
أداء صوتي: دايسكي أونو
إيسونامي (باليابانية: 伊佐那海، بالروماجي: Isanami)
أداء صوتي: رينا ساتو
ساروتوبي ساسوكي [الإنجليزية] (باليابانية: 猿飛 佐助، بالروماجي: Sarutobi Sasuke)
أداء صوتي: تتسيا كاكيهارا
يوكيمورا سانادا [الإنجليزية] (باليابانية: 真田 幸村، بالروماجي: Sanada Yukimura)
أداء صوتي: توشيوكي موريكاوا
أناستازيا (باليابانية: アナスタシア، بالروماجي: Anasutashi)
أداء صوتي: يو أساكاوا
رينمارو (باليابانية: 望月 六郎 (弁丸)، بالروماجي: Benmaru)
أداء صوتي: إيزومي كيتا
ماساموني داتي [الإنجليزية] (باليابانية: 伊達 政宗، بالروماجي: Date Masamune)
أداء صوتي: تاكيهيتو كوياسو
هانزو هاتوري (باليابانية: 服部 半蔵، بالروماجي: Hanzō Hattori)
أداء صوتي: تاكاهيرو ساكوراي
كاكي جوزو (باليابانية: 筧 十蔵، بالروماجي: Juzo Kakei)
أداء صوتي: ريوتارو أوكيايو
جينباتشي نيزو (باليابانية: 根津 甚八، بالروماجي: Nezu Jinpachi)
أداء صوتي: كازويا ناكاي
ميوشي سيكاي نيودو (باليابانية: 三好清海入道، بالروماجي: Nyuudou Miyoshi Seikai)
أداء صوتي: كازوناري تاناكا
روكورو أونو (باليابانية: 海野 六郎، بالروماجي: Unno Rokuro)
أداء صوتي: هيروشي كاميا
كامانوسوكي يوري (باليابانية: 由利 鎌之介، بالروماجي: Yuri Kamanosuke)
أداء صوتي: موتوكي تاكاغي
إيشيدا ميتسوناري [الإنجليزية] (باليابانية: 石田 三成، بالروماجي: Mitsunari Ishida)
أداء صوتي: هيكارو ميدوريكاوا
ناوي كانيتسوغو [الإنجليزية] (باليابانية: 直江 兼続، بالروماجي: Kanetsugu Naoe)
أداء صوتي: شينيتشيرو ميكي

## وصلات خارجية
- الموقع الرسمي باللغة اليابانية
- الشجعان العشرة على موقع ANN anime (الإنجليزية)
- الشجعان العشرة على موقع ANN manga (الإنجليزية)